# Garrulax calvus
Garrulax calvus là một loài chim trong họ Leiothrichidae.